# Krepost
Krepost (Bulgaars: Крепост) is een dorp in Bulgarije. Het dorp is gelegen in de gemeente Dimitrovgrad,  oblast Chaskovo. Het dorp ligt hemelsbreed 8 km ten noordoosten van de stad Chaskovo en 201 km ten zuidoosten van de hoofdstad Sofia.

## Bevolking
Op 31 december 2019 telde het dorp 1.336 inwoners, een daling vergeleken met het maximum van 2.116 inwoners in 1965.
| Bevolkingsontwikkeling tussen 1934 en 2019          |
| --------------------------------------------------- |
|                                                     |
| Bron: Nationaal Statistisch Instituut van Bulgarije |

In het dorp wonen vooral etnische Bulgaren (80%), maar ook een significante minderheid van etnische Roma (19%).
| Etnische samenstelling van de respondenten (2011) | Etnische samenstelling van de respondenten (2011) | Etnische samenstelling van de respondenten (2011) | Etnische samenstelling van de respondenten (2011) | Etnische samenstelling van de respondenten (2011) |
| ------------------------------------------------- | ------------------------------------------------- | ------------------------------------------------- | ------------------------------------------------- | ------------------------------------------------- |
|                                                   |                                                   |                                                   |                                                   |                                                   |
| Bulgaren                                          | Bulgaren                                          |                                                   | 80,0%                                             | 80,0%                                             |
| Turken                                            | Turken                                            |                                                   | 0,3%                                              | 0,3%                                              |
| Roma                                              | Roma                                              |                                                   | 18,7%                                             | 18,7%                                             |
| Anders/Onbekend                                   | Anders/Onbekend                                   |                                                   | 1,0%                                              | 1,0%                                              |

Bodrovo · Brod · Brjast · Dlagnevo ·
Dobritsj · Dolno Belevo · Goljamo Asenovo · Gorski Izvor · Jabalkovo · Kasnakovo · Krepost · Kroem · Malko Asenovo · Meritsjleri · Radievo · Rajnovo ·Svetlina · Skobelevo · Stalevo · Stransko · Tsjernogorovo · Varbitsa · Velikan · Voden · Zdravets · Zlatopole